# Daniel Ramseier
Daniel Ramseier, född den 29 juli 1963 i Zürich i Schweiz, är en schweizisk ryttare.
Han tog OS-silver i lagtävlingen i dressyr i samband med de olympiska ridsporttävlingarna 1988 i Seoul.